# Jan Strugnell
Jan Maree Strugnell, née le 14 septembre 1976, est une biologiste australienne.
Elle est professeure agrégée au Centre for Sustainable Tropical Fisheries and Aquaculture à l'université James-Cook, en Australie.
Les travaux de Strugnell portent sur l'évolution moléculaire des populations et de l'espèce antarctique et des grands fonds marins dans le contexte des changements géologiques et climatiques antérieurs.